# Oscar Franzén
Frans Oscar Franzén, född 21 november 1913 i Motala, död där 10 november 1995, var en svensk metallarbetare och politiker (s).
Franzén var ledamot av riksdagens andra kammare 1957–1970 i valkretsen Östergötlands län.